# سیدی حسین (تونس)
سیدی حسین (به عربی: سیدی حسین) یک منطقهٔ مسکونی در تونس است که در استان تونس واقع شده‌است.